# Ю Ін Су
Ю Ін Су (кор. 유인수, ханча: 柳仁秀, нар. 25 березня 1998) — південнокорейський актор. Він відомий завдяки своїм ролям в таких серіалах, як «Сильна жінка То Бон Сун» (2017), «Каннамська краса» (2018), «На відстані, весна зелена» (2021), «Усі ми мертві» (2022) та «Алхімія душ» (2022).

## Фільмографія

### Фільми
| Рік          | Назва          | Роль                  | Замітки         | Прим. |
| ------------ | -------------- | --------------------- | --------------- | ----- |
| 2017         | «Забуті»       | Школяр старших класів | Епізодична роль | [ 5 ] |
| В очікуванні | «О, молодець!» | Нам Йон               |                 | [ 6 ] |

### Телесеріали
| Рік  | Назва                               | Роль                   | Замітки                           | Мережа | Прим.  |
| ---- | ----------------------------------- | ---------------------- | --------------------------------- | ------ | ------ |
| 2017 | «Сильна жінка То Бон Сун»           | Кан Ґу                 | Другорядна роль                   | JTBC   | [ 7 ]  |
| 2017 | «Школа 2017»                        | Мін Джун               | Другорядна роль                   | KBS2   | [ 8 ]  |
| 2017 | «Доки ти спала»                     | Однокласник Сун Вона   | Камео (серії 17-19)               | SBS    | [ 9 ]  |
| 2017 | «Соціальний клуб «Месники»»         | Кьон Бок               | Другорядна роль                   | tvN    | [ 10 ] |
| 2018 | «Життя»                             | Чхве У Джін            | Другорядна роль                   | JTBC   | [ 11 ] |
| 2018 | «Каннамська краса»                  | Пак Не Сон             | Камео                             | JTBC   | [ 12 ] |
| 2018 | «Спеціальна драма — Довге прощання» | На Кьон Су             | Другорядна роль (одноактна драма) | KBS2   | [ 13 ] |
| 2018 | «Казка про фею»                     | Студент професора Чона | Другорядна роль                   | tvN    | [ 14 ] |
| 2019 | «Миттєвості вісімнадцяти»           | Ю Пхіль Сан            | Другорядна роль                   | JTBC   | [ 15 ] |
| 2019 | «Шоколад»                           | Чо Син Ґу              | Камео (серії 9-11)                | JTBC   | [ 16 ] |
| 2020 | «Незнайомець 2»                     | Син Джон               | Камео (серії 1, 14)               | tvN    | [ 17 ] |
| 2021 | «На відстані, весна зелена»         | О Чхон Ґук             | Другорядна роль                   | KBS2   | [ 18 ] |
| 2022 | «Алхімія душ»                       | Пак Тан Ку             | Другорядна роль (Частини 1 і 2)   | tvN    | [ 19 ] |
| 2022 | «Лети високо, метелику»             | Н/Д                    | Другорядна роль                   | JTBC   | [ 20 ] |
| 2023 | «Хороша погана матір»               | Пан Сам Сік            | Другорядна роль                   | JTBC   | [ 21 ] |

### Вебсеріали
| Рік  | Назва                          | Роль          | Замітки         | Мережа  | Прим.  |
| ---- | ------------------------------ | ------------- | --------------- | ------- | ------ |
| 2017 | «Солодка помста»               | Чхве Іль Джін | Другорядна роль | Oksusu  | [ 22 ] |
| 2019 | «Детектор кохання»             | Студент       | Камео           | Netflix | [ 23 ] |
| 2022 | «Усі ми мертві»                | Юн Кві Нам    | Другорядна роль | Netflix | [ 24 ] |
| 2023 | «Добова доза сонячного світла» |               | Другорядна роль | Netflix | [ 25 ] |

## Нагороди та номінації
| Церемонія нагородження                        | Рік  | Категорія                                                                       | Номінант / Робота | Результат | Прим.  |
| --------------------------------------------- | ---- | ------------------------------------------------------------------------------- | ----------------- | --------- | ------ |
| 58-ма Премія мистецтв Пексан                  | 2022 | Найкращий акторський дебют (чоловіки) — Телебачення                             | «Усі ми мертві»   | Номінація | [ 26 ] |
| Гран-прі молодіжного акторського конкурсу SAC | 2016 | Гран-прі молодіжного акторського конкурсу в номінації «Акторська майстерність». | Ю Ін Су           | Перемога  | [ 27 ] |